# Gare de Denain
Gare de Denain – stacja kolejowa w Denain, w departamencie Nord, w regionie Hauts-de-France, we Francji.
Jest stacją Société nationale des chemins de fer français (SNCF), obsługiwaną przez pociągi TER Nord-Pas-de-Calais.